# Bahnbus (Österreich)

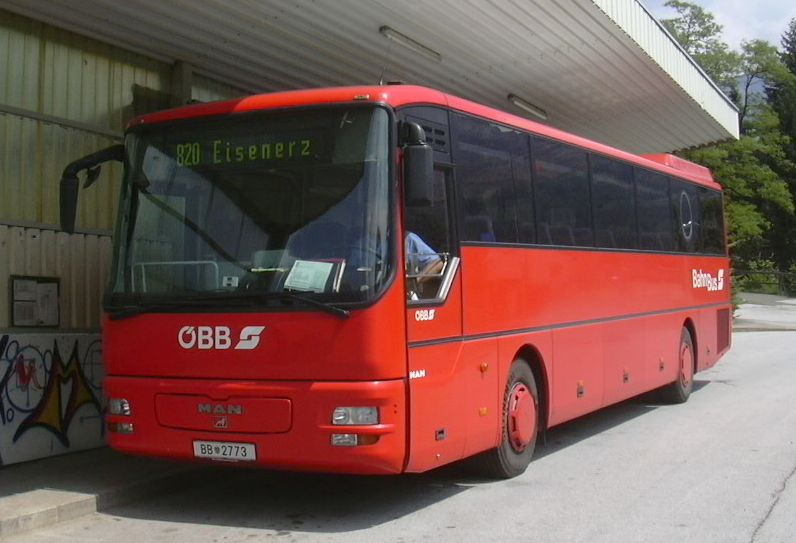
Bahnbus, Hersteller MAN, Anstrich verkehrsrot, weißes Kfz-Kennzeichen BB für Bundesbahnen (2004)

Der Bahnbus war nach dem Postbus und dem Dr. Richard Konzern das drittgrößte österreichische Überland-Busunternehmen. Mit 1. Jänner 2005 ging er in der ÖBB-Postbus GmbH auf. Der Postbus gehört seit 2003 ebenfalls den Österreichischen Bundesbahnen.

## Geschichte

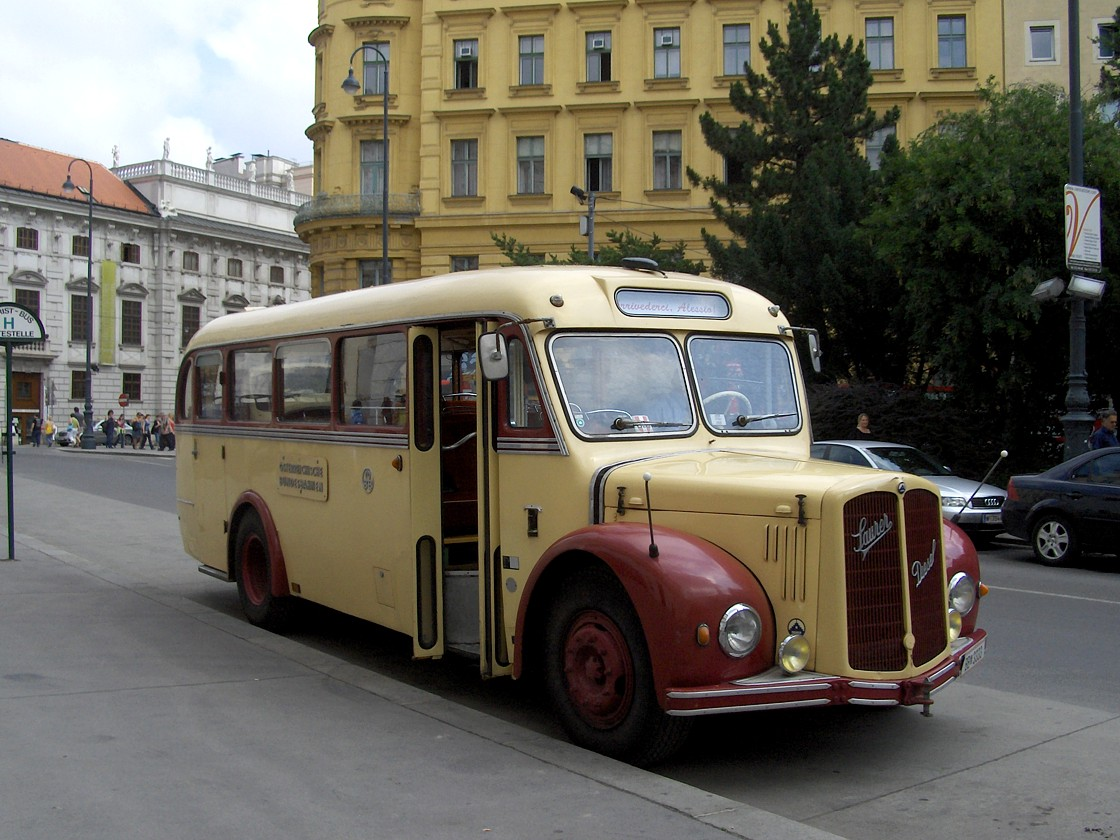
Historischer Saurer-Bus des KWD der ÖBB

1928 wurde die Bundesbahn-Kraftwagenunternehmung gegründet. 1931 wurde die 1927 in Mödling gegründete LOBEG (Lastwagen- und Omnibus-Betriebs-Gesellschaft m.b.H.) übernommen und daraufhin in KÖB (Kraftwagendienst der ÖBB) umbenannt.
1938 bis 1945 wurde der KÖB in die ROB (Reichsomnibusverkehrsgesellschaft m.b.H.) eingegliedert. Die Zwangsrequirierungen und Zerstörungen infolge des Zweiten Weltkriegs brachten den Verkehr gegen Kriegsende weitgehend zum Erliegen.
1948 wurde der KWD (Kraftwagendienst der ÖBB) neu gegründet.
In der Nachkriegszeit teilten sich der Bahnbus und der bis dahin als Konkurrent angesehene Postbus ihre Interessenssphären auf: Dem Bahnbus blieben die parallel zu Bahnstrecken verlaufenden Landstriche vorbehalten, dem Postbus die übrigen Gebiete.
Nicht zuletzt unter dem Eindruck der Ereignisse in Deutschland, wurde 1988 die sogenannte Bundesbus-Geschäftsstelle ins Leben gerufen. Deren Aufgabe war es, das Zusammenwirken von Bahnbus und Postbus zu regeln. Die beiden Busbetriebe blieben jedoch weitgehend unabhängig. Lediglich das neue äußere Erscheinungsbild vermittelte durch ein gemeinsames Lackierungsschema und die Bezeichnung Bundesbus den Eindruck, dass Bahnbus und Postbus zusammengelegt worden wären.
Umso leichter war es 1997, nach der Ausgliederung der Postverwaltung in eine privatrechtliche Gesellschaft, die Bundesbus-Geschäftsstelle wieder aufzulösen, und getrennte Wege zu gehen. Der Bahnbus war zu dieser Zeit wegen der Trennung von Personen- und Güterverkehr schon aus dem Kraftwagendienst (KWD) der ÖBB herausgelöst. Im Mai 2002 verkündete die österreichische Regierung ihre Zukunftspläne für die beiden Busbetriebe des Bundes. In Folge wurde der Postbus an die ÖBB verkauft (wirksam 2003). Aus der Österreichischen Postbus AG gliederte man den operativen Betrieb im Oktober 2004 in die neue ÖBB-Postbus GmbH aus. Auf sie wurde zum 1. Jänner 2005 dann auch der Bahnbus übertragen. Weiters wurde im Lauf des Jahres ein Teil des Unternehmens durch Verkauf von kleineren regionalen Betriebsteilen privatisiert; siehe Abschnitt „Geschichte“ im Artikel Österreichische Postbus AG. Im Jahr 2020 wurde die ÖBB-Postbus GmbH wieder mit der Österreichischen Postbus AG fusioniert.

## Lackierungsschemata
- bis 1938: grün
- 1938–1945: rot-schwarz
- 1945–1960: Elfenbein-Rotbraun
- 1960–1975: Türkisblau-Grau

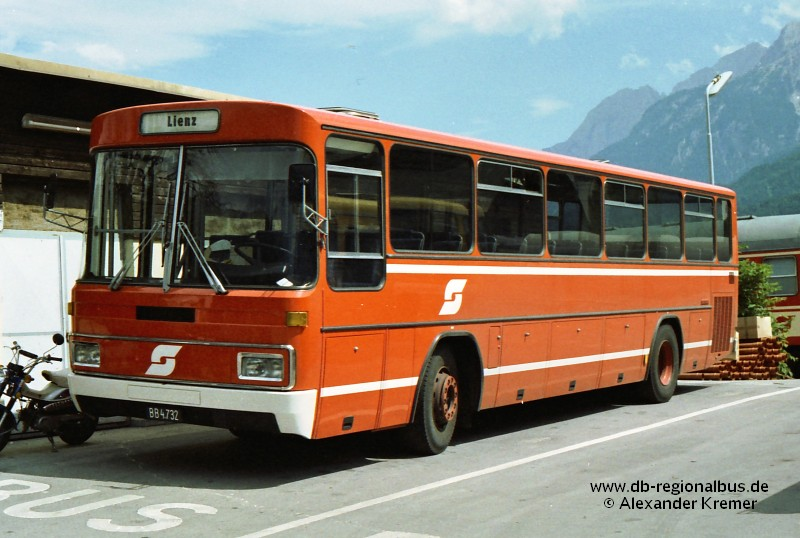
Ein Steyr-Mercedes SML 14H 256, Baujahr 1979

- 1975–1988: Phönixrot VWL32K-Weiß RAL9010 (Linienbusse)
- 1975–1988: Weiß-Phönixrot VWL32K (Reisebusse)

- Bundesbus
  - 1988–1990: Dahliengelb-Phönixrot VWL32K (Linienbusse)
  - 1988–1990: Weiß-Dahliengelb-Phönixrot VWL32K (Reisebusse)
  - 1990–1997: Dahliengelb-Verkehrsrot (Linienbusse, 1993 auch Reisebusse)
  - 1992–1996: Dahliengelb-Verkehrsrot-Weiß-Grau (Midibusse)
  - 1994–1995: Weiß-Verkehrsrot-Dahliengelb (Reisebusse)

- 1999–2004: Verkehrsrot

Neben den genannten Standardlackierungen gab es beim Bahnbus auch Fahrzeuge in anderen, meist regionalen Lackierungsschemen. Der eine oder andere Bus hatte auch mal eine Sonderlackierung. Vorhandene Busse bekamen aus Kostengründen nur dann ein anderes Farbkleid, wenn sie ohnehin eine neue Lackierung nötig hatten.